# Розенблют, Ганс

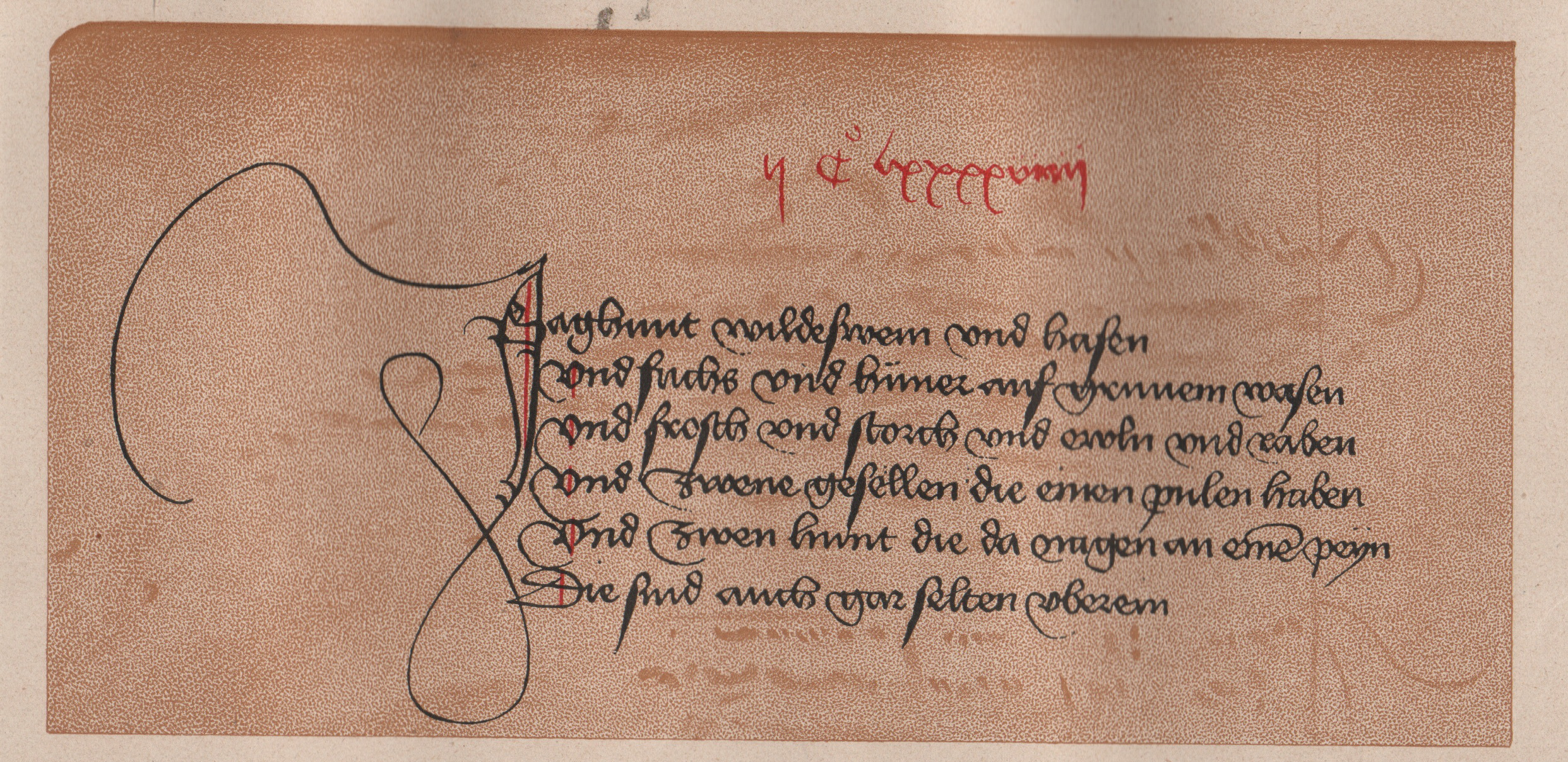

Ганс Розенблют (Ганс Розенплют, по прозванию Schnepperer или Schwätzer; нем. Hans Rosenblüth der Schneperer, 1400, Нюрнберг — 1460, там же) — немецкий поэт XV века.

## Биография
Ганс Розенблют родился в 1400 году. Уроженец Нюрнберга. «Wappendichter» (певец гербов) по специальности, он путешествовал по дворам, но больше жил в родном городе, где, кажется, был оружейником. Плодовитейший драматург своего времени и предшественник Ганса Сакса; он расширил содержание «масленичной пьесы», положив, таким образом, основание новой комедии; кроме сюжетов духовных («Kaiser Konstantinus», «Des Endkrist Vasnacht»), политических («Vom Babst, Cardinal und den Bischoffen», «Des königs Vasnacht»), мифологических («Der Luneten Mantel» и др.), Обрабатывал и бытовые темы («Mönch Bertòlo», «Von einem Edelmann», «Spiel wie Frauen ein Kleinot nachwurfen», «Walbruder», «Des Türken Vasnachtspiel» и др.), бичуя пороки духовенства и дворянства и являясь сторонником городов и бюргерства; но и последнего он не щадит в сатирических своих произведениях, уснащенных юмористическими и часто непристойными выходками.
Эпические произведения Розенблют — рассказы серьёзные («Vom Krieg zu Nürnberg», «Ein Spruch von eynem Einsiedel») и шуточные («Der kluge Narr», «Der Mann im Garten» и многие др.), аллегории и др. Задушевные «Weingrüsse» и «Weinsegen» Розенблюта дают право считать его одним из лучших лириков его времени; ему удавались также приамели.
Умер в 1460 году в Нюрнберге.